# Doctor Fate (Kent Nelson)
El Dr. Kent Nelson es un superhéroe que aparece en los cómics estadounidenses publicados por DC Comics. El personaje apareció por primera vez en More Fun Comics # 55 (mayo de 1940) durante la Edad de oro de las historietas y es el primer personaje en usar el nombre Doctor Fate.
Mientras se encuentra en una expedición arqueológica con su padre, Nelson despierta accidentalmente a Nabu y mata a su padre en el proceso. Nabu se apiada del niño y responde a la tragedia entrenándolo para que sea un agente de los Señores del Orden. Nelson finalmente se convierte en un luchador contra el crimen y en el principal defensor de la Tierra de las amenazas sobrenaturales. Miembro fundador del All-Star Squadron y la Sociedad de la Justicia de América, Nelson lucharía con la revelación del intento de Nabu de usurpar el control de su cuerpo con su espíritu y su relación cada vez más tensa con su esposa. Con el tiempo en historias y continuidades más recientes, luego de haber pasado décadas actuando como Doctor Fate, el personaje también guiaría a varios de sus sucesores, siendo el más reciente su sobrino nieto Khalid Nassour. También se desempeñaría como asesor de la encarnación de Wonder Woman de la Liga de la Justicia Oscura.
Nelson hizo su debut de acción en vivo en la serie de televisión Smallville, interpretado por Brent Stait, y también aparece en la película de DC Extended Universe Black Adam (2022), interpretado por Pierce Brosnan.

## Historial de publicaciones

### Décadas de 1940 a 1960
Kent Nelson como Doctor Fate debutó en su propia tira homónima de seis páginas en More Fun Comics # 55 (mayo de 1940) durante la Edad de oro de las historietas. El personaje fue creado por el escritor Gardner Fox y el artista Howard Sherman, quienes produjeron los primeros tres años de las historias mensuales de Doctor Fate. Después de un año sin antecedentes, su alter ego y sus orígenes se muestran en More Fun Comics #67 (mayo de 1941).
El casco de Fate se inspiró en los antiguos cascos corintios griegos mostrado por la forma y las ranuras para las orejas exclusivas del casco corintio. Su interés amoroso, Inza, fue conocido de manera variable a lo largo de la Edad de Oro como Inza Cramer, Inza Sanders, e Inza Carmer, que se modificó a Inza Cramer en la Edad de plata.
Cuando se creó la Sociedad de la Justicia de América para All Star Comics # 3 (invierno de 1940), el Doctor Fate fue uno de los personajes que National Comics usó para la empresa conjunta con All-American Publications. Hizo su última aparición en el libro en el número 21 (verano de 1944), prácticamente simultáneamente con el final de su propia tira en More Fun Comics # 98 (julio-agosto de 1944).

### Décadas de 1960 a 1980
Además de los equipos anuales de JSA/JLA en Justice League of America que comenzaron en 1963, Doctor Fate apareció en otras historias durante las décadas de 1960 y 1970, incluida una carrera de dos números con Hourman en Showcase # 55–56, dos apariciones con Superman en World's Finest Comics (#201, marzo de 1971 y #208, diciembre de 1971); una aparición con Batman en The Brave and the Bold (#156, noviembre de 1979); y una historia en solitario en 1st Issue Special #9 (diciembre de 1975), escrita por Martin Pasko y dibujada por Walt Simonson.
Doctor Fate y el resto de la Sociedad de la Justicia regresaron a All-Star Comics en 1976 con el número 58 durante dos años que terminaron con el número 74 y Adventure Comics #461-462 en 1978, y Adventure Comics #466 relató la historia no contada. de la disolución de la Sociedad de la Justicia en 1951. El origen de Doctor Fate se volvió a contar en DC Special Series # 10, y Doctor Fate nuevamente se asoció con Superman en DC Comics Presents # 23 (julio de 1980), y apareció en una serie de historias de respaldo que se ejecutan en The Flash desde # 306 (febrero 1982) al 313 (septiembre de 1982) escrito por Martin Pasko (con la ayuda de Steve Gerber del n.° 310 al n.° 313) y dibujado por Keith Giffen.

### 1980-2000
A partir de 1981, All-Star Squadron de DC desarrolló las aventuras de muchos héroes de la era de la Segunda Guerra Mundial, incluidos Doctor Fate y JSA. La serie se publicó en 67 números y tres anuales, concluyendo en 1987. Doctor Fate hizo apariciones ocasionales en la actualidad en Infinity, Inc. en 1984, el mismo año en el que se celebró la 22ª y última unión anual de la Sociedad de la Justicia y la Liga de la Justicia. Doctor Fate también hizo una aparición especial en un crossover de 3 números de 1985 en las páginas de Infinity, Inc. #19-20 y Justice League #244. Doctor Fate luego apareció en el especial de cuatro partes America vs. the Justice Society (1985), que finalizó la historia de la Sociedad de la Justicia, presentando una elaboración de los eventos de Adventure Comics # 466 y un resumen de los equipos anuales de la Sociedad de la Justicia con la Liga de la Justicia.
En 1985, DC recopiló las historias de respaldo de Doctor Fate de The Flash, un recuento del origen de Doctor Fate de Paul Levitz, Joe Staton y Michael Nasser publicado originalmente en Secret Origins of Super-Heroes (enero de 1978) (DC Special Series # 10 en los indicios), la historia de Pasko/Simonson Doctor Fate de 1st Issue Special #9, y una historia de Doctor Fate de More Fun Comics #56 (junio de 1940), en una serie limitada de tres números titulada The Immortal Doctor Fate.
Doctor Fate apareció en varios números de Crisis on Infinite Earths, después de lo cual Doctor Fate se unió brevemente a la Liga de la Justicia.
Poco después se lanzó una serie limitada de Doctor Fate, que cambió la identidad secreta del personaje. DC comenzó una serie continua de Doctor Fate de J. M. DeMatteis y Shawn McManus en el invierno de 1988. William Messner-Loebs se convirtió en el escritor de la serie con el número 25. En los últimos números de la serie, la esposa de Kent, Inza, asumió el cargo de nueva Doctor Fate. La serie terminó con el número 41. Después de Zero Hour, DC mató tanto a Kent como a Inza y los reemplazó con un nuevo personaje, Jared Stevens. 

### 2000-presente
En 1999, el renacimiento de la Sociedad de la Justicia en JSA permitió que el personaje fuera reelaborado nuevamente. Además de aparecer en JSA, DC publicó una serie limitada homónima de cinco números en 2003. El personaje fue asesinado en la serie limitada Day of Vengeance en 2005 como parte del protagonista de a la historia del evento de toda la empresa de 2005, Infinite Crisis.
La versión de Kent Nelson de Doctor Fate apareció en el evento Dark Nights: Metal.

## Biografía ficticia

### Origen
Hijo del arqueólogo Sven Nelson, un joven Kent Nelson partió con su padre en una expedición al Valle de Ur. Mientras explora un templo descubierto por su padre, Kent abre la tumba de Nabu el Sabio y lo revive de la animación suspendida, liberando accidentalmente un gas venenoso que mata a Sven. Nabu se apiada de Kent y le enseña las habilidades de un hechicero durante los próximos veinte años, revelándose como un Señor del Orden que es el representante del orden en la Tierra en un conflicto entre los Señores del Caos y el Orden. Más tarde, Nelson recibe un casco místico, un amuleto y una capa para convertirse en el héroe conocido como Doctor Fate. Los relatos posteriores de su origen revisarían ciertos detalles, explicando que Nelson había aprendido mucho más tarde en su vida (antes de contarle esta revelación a Inza). En estos detalles revisados, se reveló que la muerte de Sven fue intencional por parte de Nabu y en lugar de aprender magia a lo largo de los años, Nabu lo hizo en un instante y lo entrenó en cuestión de días para ejercer los poderes que se le otorgaron. Nelson también se enteró de que Nabu era un Señor del Orden exiliado que buscó un anfitrión humano después de que el cuerpo humano físico de Nabu se deteriorara durante milenios luchando contra las fuerzas de la oscuridad y el mal.

### Carrera de superhéroe
Después de regresar a los Estados Unidos, Kent comienza una carrera luchando contra el crimen y el mal sobrenatural como el hechicero y superhéroe Doctor Fate y establece una base en una torre en Salem, Massachusetts. Kent también ayuda a cofundar la Sociedad de la Justicia de América en 1940. Más tarde, Kent cambiaría a medio casco en 1941 debido a que Nabu ocasionalmente lo poseía a través del casco. Kent también se convierte en médico en 1942, luego se alista en el Ejército de los Estados Unidos y sirve como paracaidista durante la Segunda Guerra Mundial y renuncia a la JSA en 1944 y se convierte en arqueólogo.

#### The Immortal Doctor Fate
Como héroe que maneja la magia, Kent Nelson primero entraría en conflicto con los hechiceros enemigos y el futuro némesis conocido como Wotan, quien secuestraría a Inza Cramer como parte de un complot para destruir al Doctor Fate. Al no poder matar a Fate, Wotan finge su muerte. Queriendo confirmar su muerte, Kent viajaría al inframundo, pero descubriría que el alma de Wotan no ha aparecido en el reino de los muertos, lo que confirma que aún vive. Como Doctor Fate, Nelson se encontraría más tarde con un Wotan loco mientras planea usar uno de sus inventos científicos para destruir el mundo interrumpiendo el campo eléctrico del mundo. Kent lo frustra y lo sella en una animación suspendida en un aire hundido en las profundidades de la Tierra.
Nelson también se encontraría con un poderoso enemigo en la forma de Khalis, una momia que una vez fue un sacerdote que adoraba al dios de la muerte egipcio Anubis y el antiguo propietario del Amuleto de Anubis antes de que Nabu lo derrotara y se apropiara de él hace miles de años. Khalis logra recuperar su amuleto perdido y comienza a trabajar para complacer a su maestro, quien le asigna la tarea de matar al Doctor Fate. Con la ayuda de Inza para aprender el verdadero nombre de Khalis, el Doctor Fate usa este conocimiento y sus poderes mágicos para destruir a Khalis y recuperar su amuleto. Kent creía que la batalla era una prueba cósmica de Nabu y se une a Inza, quien aparentemente acepta su doble vida.
A pesar de afirmar aceptar su doble vida, Inza se siente cada vez más frustrada por la ruptura de su matrimonio con Kent Nelson causada por sus misiones como Doctor Fate y la soledad de estar dentro de Tower of Fate. Mientras Kent lucha contra un poderoso Señor del Caos conocido como Totec (cuyo nombre real es Malferrazae y se basa en Xipa Totec), quien era adorado como el Dios Azteca de la Guerra. Sintiendo los celos de Inza por el papel de Nelson como Doctor Fate tomando preponderancia sobre su matrimonio con él, Totec usa sus poderes para convertir sus celos en una manifestación física capaz de luchar contra Nelson, en la que matar a la criatura también mata a Inza. Mientras tanto, Totec lleva a Fate a una dimensión alternativa y levanta un ejército de muertos vivientes de sus antiguos adoradores, comienza a reconstruir Tenochtitlan y planea desatar un "Quinto Sol". un plan en el que exterminará a toda la humanidad en la Tierra. Sin embargo, Nelson logra restaurar a Inza a la normalidad y derrota la manifestación física de sus celos y lleva sus poderes mágicos al límite para deshacer el daño que Totec causó y destruir al propio Señor del Caos.
Como Fate, Kent luego sentiría otra amenaza inminente en Iowa e investiga, se encuentra con una joya roja incrustada dentro de la mazorca de maíz y se le acerca un granjero que le exige que abandone la propiedad. Se entera de que el granjero es engañosamente poderoso y se encuentra con Ynar y Vandaemon, el primero es un Señor del Orden rebelde que se desilusionó de la batalla entre los Señores del Caos y el Orden y el último es un Señor del Caos de Gemworld que está de acuerdo con la conclusión de Ynar. . Bajo la apariencia del granjero, envía a Fate a otra dimensión para luchar contra Vandaemon. Sin el conocimiento de Kent o Fate, Inza se encuentra con el curador Vern Copeland del Museo de Historia Natural de Boston, quien dice querer saber más sobre la excavación pasada de Nelson, pero realmente quería conocer a Inza, a quien consideraba hermosa y vio en una foto. Vern intenta seducir a Inza y, en un momento de debilidad, ella abrazó el beso apasionado pero finalmente rechazó a Vern. Después de incapacitar al Señor del Caos, intenta volver a conectarse a la Torre del Destino a través de Inza, pero se entera de que ella no está adentro, temiendo que estar fuera de la torre pueda inducir la locura debido a que la magia de la Torre en realidad ralentizó su envejecimiento y la mantuvo. cordura intacta. Mientras Fate lucha contra Vandaemon y explora opciones para escapar, más tarde puede forjar una conexión con Inza, pero siente su culpa y sus pensamientos, y Fate asume que ella tuvo una aventura extramatrimonial debido a sus problemas maritales en curso. Al darse cuenta de que este desarrollo es perjudicial para Kent, Fate establece una conexión y se transporta a la ubicación de Inza, incapacitando a Vern en el proceso.
Al recuperar su autonomía, Inza comienza a cuestionar a Kent sobre su renuencia a compartir cuáles son sus verdaderas responsabilidades y afirma que cree que él no confía en ella, sin creer sus afirmaciones de que no recuerda mucho de sus actividades como Doctor Fate. Su reclamo de problemas de confianza lo enoja y Kent revela que él recuerda que ella estuvo en presencia de un hombre y que Fate se sintió culpable y la cuestionó al respecto. En un momento de ira, abofetea a Kent, pero luego se disculpa y se va. Más tarde, Kent se convierte en Fate, quien comienza a comprender que la joya que contrarrestó era la manifestación del poder de Vandaemon y que el granjero era, en cambio, un Señor del Orden que se unió a Vandaemon. También cree que gran parte de la lucha actual entre Kent e Inza fue causada en parte por su interferencia, ya que el Dr. Fate les suministró de mala gana el poder mágico de su ser. Ynar revela que él y Vandaemon tienen la intención de gobernar el universo ellos mismos sin la influencia de los otros Señores del Caos y el Orden. Inza aparece más tarde ante Fate, queriendo ver a Kent por última vez antes de que el mundo sea destruido por la alianza de Ynar y Vandaemon. El destino ganaría una epifanía, creyendo que Inza no está siendo influenciado por su magia y que la Torre del Destino permanece inalterada (debido a que es la vivienda de Inza, Kent y Nabu) significa que el espíritu humano, que contiene elementos de orden y caos, es poderoso. suficiente para resistir contra su poder. El destino fuerza una fusión de él mismo, Kent e Inza, otorgándoles el poder de derrotar a Ynar y Vandaemon. Como consecuencia, Inza obtiene una comprensión más profunda de Kent debido a la fusión, convencida de que la pareja no confía lo suficiente entre sí. Kent le asegura que ambos resolverán sus problemas.

### Crisis on Infinite Earths
En el crossover Crisis on Infinite Earths, Doctor Fate es uno de los numerosos superhéroes reclutados por el Monitor para detener al Anti-Monitor. El evento revela que la vida y las aventuras del Doctor Fate se encuentran en uno de los muchos universos paralelos en todo el multiverso y el Anti-Monitor es una amenaza que pretende convertirse en el único gobernante de las realidades. El Monitor tiene la intención de fusionar el multiverso en un universo cohesivo para hacerlo fuerte, pero es asesinado por su protegido, Harbringer, que está bajo la influencia de Anti-Monitor. Más tarde, el Doctor Fate está presente mientras él y otros intentan romper la barrera que separa las Tierras. El Doctor Fate también está presente más tarde cuando él, junto con otros usuarios de magia, prestan sus poderes al Espectro para enfrentarse al Anti-Monitor, aunque el Espectro finalmente falla. Posteriormente, Doctor Fate ayuda a Amethyst, que ha quedado ciega, y la transporta a Gemworld. Después de la serie, a pesar de los amplios cambios en varias historias, gran parte de la historia de Kent Nelson permaneció intacta.

### Hora Cero (1994)
Durante la crisis de la Hora Cero, Kent e Inza se fusionan en Doctor Fate. Sin embargo, Extant usa sus poderes basados en el tiempo para deshacer la magia que había mantenido joven a la JSA, lo que envejece rápidamente sus cuerpos varias décadas. Los artefactos de Fate también se teletransportan de regreso a Egipto, lo que deja a Kent e Inza sin poder. Al darse cuenta de que les queda poco tiempo, la ahora anciana pareja persigue al contrabandista Jared Stevens, que había recuperado el casco, la capa y el amuleto. Antes de que puedan transformarse en Doctor Fate una vez más, Kent e Inza mueren cuando los demonios que trabajan para el reino de los villanos agotan la fuerza vital que les queda. Luego, sus almas parten al más allá, dejando a Jared para convertirse en el nuevo Fate.
Durante el evento Blackest Night, Kent resucita brevemente como miembro del Black Lantern Corps.

### The New 52
Años después de que el cruce de Flashpoint condujera a la continuidad reiniciada retroactivamente del Universo DC con The New 52, aparecería una versión más nueva de Kent Nelson durante la iniciativa DC You . Si bien aún se encuentra dentro del nuevo universo creado a partir de New 52, la iniciativa se realizó para permitir enfatizar la narración de historias sobre la continuidad. Si bien la primera aparición de Kent Nelson en la cuarta serie de Doctor Fate lo establece como el anterior Doctor Fate de Khalid Nassour, gran parte de su historia permaneció desconocida durante un tiempo.

#### Origen revisado e historia temprana
Las menciones anteriores del personaje lo establecieron como sobrino nieto de Khalid Nassour y tío de su madre, Elizabeth Nassour (relacionada con través de un hermano anónimo que era predicador), quien se inspiró en la arqueología gracias a Nelson. A través de la historia de Elizabeth, también se expresa que el hermano de Kent (que engendró a Elizabeth) y su abuelo eran predicadores cristianos. Otras historias establecen que la historia de esta versión es similar a su versión anterior a Flashpoint; El origen de Nelson está prácticamente intacto, con detalles adicionales como la manipulación de Nabu del padre de Kent, Sven, que le costó la mayor parte de los ahorros de su vida y su estatus como arqueólogo creíble. La historia también reveló que Kent fue manipulado físicamente a nivel atómico, creado para tener la mentalidad y el cuerpo físico en la imagen preferida de Nabu, una expresión más sombría de su manipulación en su vida.
En la historia recién revisada en su carrera de superhéroe, Nelson todavía se encontró con enemigos como Wotan y Khalis, además de haberse casado con Inza Cramer. Al igual que sus historias anteriores, su tiempo como Doctor Fate todavía supuso una carga para su matrimonio. Nelson también conservó su historia como miembro fundador de la JSA.
Sin embargo, a diferencia de su historia anterior, Nelson había ganado un compañero en la forma de Salem la Niña Bruja, de 10 años, un habitante de Limbo Town (el mundo natal de Klarion the Witch Boy). Inmune a su maldición de "malos destinos" otorgada a las mujeres fugitivas de Limbo Town, que sometió a las personas a las que cuidaba Salem a diversos niveles de mala suerte que incluían la muerte, se convirtió en la aprendiz de Nelson por un tiempo hasta que comenzó a sentirse frustrada por no poder liberarse. de su maldición. Después de que la maldición casi mata a Inza Cramer (quien era la novia de Nelson en ese momento), Salem desaparecería. Kent luego se acercaría a la Sociedad de la Justicia Oscura en busca de ayuda, pero su esfuerzo combinado resultó insuficiente para localizarla. El recuerdo de Nelson de Salem se borraría más tarde de su mente por razones aún desconocidas.

#### Doctor Fate,Blue Beetle, y otras historias (2015 - 2018)

##### Doctor Fate(2015 - 2017)
En las páginas finales de la historia de Prisoners of the Past, aparecería Kent, afirmando haber visto a Khalid cuando en realidad lo ha sentido como el nuevo Doctor Fate. Posteriormente, en la historia de Fated Threads, Kent se entera de las primeras aventuras de Khalid como el nuevo Doctor Fate mientras explica el motivo de su reaparición: habiendo abandonado la Torre del Destino y siendo el Doctor Fate durante años, de repente se siente atraído por ella cuando siente un amenaza oscura y un agente que puede oponerse a ella: Khalid. Además, Khalid le ruega a Kent que recupere el timón para que pueda reanudar su vida normal, a lo que Nelson se niega, creyendo que se trata de un llamado divino. Usando su poder, asume su apodo de Doctor Fate junto con Khalid mientras trabajan para anunciar un desastre causado por un demonio travieso, Nelson también comienza a guiarlo simultáneamente a medida que se acerca la amenaza oscura que percibía. Cuando las momias comienzan a atacar Brooklyn, Nelson parece despacharlas mientras investiga quién las ha reanimado. Eventualmente, su investigación lo lleva a la fuente de la magia oscura alrededor de Brooklyn, la amenaza de la que sus premoniciones le advirtieron: Osiris. Nelson es enviado rápidamente por la antigua deidad, que busca a Khalid por supuestas transgresiones contra Anubis, sin darse cuenta del intento del primero de usurpar por completo su posición divina. Al despertar más tarde, es testigo de que Bastet y los arcángeles le explican el malentendido a Osiris y, al hacerlo, la antigua deidad permite que Khalid viva.

##### Blue Beetle: Hard Times
En la historia de Blue Beetle: Hard Times, que tiene lugar en algún momento antes de los eventos de la cuarta serie de Doctor Fate, Nabu aparece más tarde ante Ted Kord y le advierte que el escarabajo Blue Beetle es el resultado de la magia y no de la tecnología alienígena como antes. pensamiento. Se revela a través de flashbacks que hace siglos, Nabu luchó con la inteligencia de Blue Beetle Scarab, Khaji-Da, y casi prevaleció hasta la intervención del hechicero atlante, Arion, quien aparentemente se volvió loco por su exposición a él (más tarde se reveló que era el en cambio, el resultado de la Fuerza de la Muerte infectando su mente), permitiendo que el escarabajo escapara y resultando en que Nabu atrapara a Arion. En la actualidad, se revela que Kent Nelson fue capturado por Nabu y colocado en una estasis mística y preservando su cuerpo en la Torre del Destino, usándolo como una especie de ancla en el plano físico. Cuando fue liberado usando sus secuaces y un desprevenido Nabu, Arion derrotaría a Nabu cortando la conexión entre los dos personajes, debilitando a Nabu al no permitirle contribuir activamente y una vez más poniendo a Nelson en estasis. Más tarde, Terri Magus cura a Nelson cuando le coloca el Yelmo bajo las instrucciones de Nabu, el hombre ahora recupera el control de su cuerpo. Más tarde se enfrenta a Arion y ayuda a Ted Kord y Jaime Reyes (Blue Beetle) a derrotar al hechicero antes de atraparlo dentro de un ataúd y encarcelarlo dentro de lo que se conoce como un "cristal de absolución" durante diez mil años.

##### Dark Nights: Metal
Durante el evento Dark Nights: Metal, Doctor Fate ayuda a la Liga de la Justicia a derrotar a Dark Nights. Forma un equipo de búsqueda con Wonder Woman y Hawkgirl para encontrar Nth Metal en la Roca de la Eternidad, donde supuestamente es asesinado por Black Adam.

#### Justice League Dark, Dark Night: Death Metal,y otras historias (2018-2020)

##### Justice League Dark: The Last Age of Magic
Kent haría una aparición en la historia de "La última era de la magia" de Justice League Dark, revelando que desde entonces tuvo que haber tomado a Khalid como su aprendiz para enseñarle los caminos de la magia en preparación para convertirse oficialmente en un Doctor completamente capacitado. Destino. Después de los eventos de Dark Nights: Metal y Justice League: No Justice storyline, el cuerpo de Kent fue poseído subqentionalmente por Nabu cuando él y Khalid se negaron a ayudarlo a deshacerse de la magia desatando al Otro tipo, una especie mágica que devora la magia, habiendo llegado a creer magia para ser la fuente de los problemas del universo. También convertiría a Khalid en un jarrón y lo atraparía dentro de la Torre del Destino.
Cuando la iteración recién establecida de Justice League Dark visita Kent y Tower of Fate para pedirle a Nabu información sobre Otherkind, se enteran de que el cuerpo de Nelson ha sido secuestrado por Nabu y que su joven protegido quedó atrapado por oponerse a su plan para librar al universo. de magia. Mientras está en el cuerpo de Kent, Nabu comienza a apuntar a lugares de importancia mística y los destruye antes de encontrarse con John Constantine y Swamp Thing. Los dos intentan frustrar a Nabu recurriendo a sus hechizos y habilidades más poderosos para atraer la atención de seres más poderosos para que intervengan. Sus intentos de luchar contra Nabu atraen la atención del Phantom Stranger, el conflicto asegurado hace que Nabu selle tanto a Constantine como al Phantom Stranger dentro del Casco del Destino junto con el alma atrapada de Kent Nelson.

##### Justice League Dark: Lords of Order
En la historia de "Lords of Order", los eventos que describen cómo Nelson volvió a estar bajo el control de Nabu una vez más; habiéndose declarado que la historia anterior tuvo lugar semanas antes; después de la aparición del Árbol de las Maravillas y el Otro tipo, Nabu y Kent debaten ferozmente sobre cómo reaccionar ante esta nueva revelación, donde Nabu declara sus intenciones de querer librar al universo de la magia. Oponiéndose a su plan, intenta frenar una mayor discusión frente a Khalid. Más tarde esa noche, Nabu controla el cuerpo de Kent mientras dormía para obligarlo a ponerse el timón y subyugarlo por completo. Cuando Nabu más tarde se encuentra con sus hermanos de los Señores del Orden para discutir más a fondo su plan y se descubre a Khalid, Kent usa toda su fuerza de voluntad para evitar que Nabu use su cuerpo para lanzar un hechizo capaz de matar a su sobrino nieto. Incapaz de asestar un golpe mortal, en cambio, convierte a Khalid en un jarrón para eliminarlo.
En la actualidad, justo después de la historia de Last Age of Magic, Nabu y una banda de los Señores del Orden (habiendo tomado los cuerpos de varios usuarios de magia como anfitriones) comienzan a destruir varios mundos conectados con la magia dentro de la Esfera de los Dioses y finalmente establecen sus miras en Myrra, la dimensión protegida por Blue Devil y Nightmaster, en la que dicho título ha recaído desde entonces en Detective Chimp. Cuando Nabu y los Señores comienzan a destruir Myrra, los sobrevivientes comienzan a retirarse incluso cuando son perseguidos. Eliminando a Myrra, los Lores también llegan a Kor y negocian con miembros de la Liga de la Justicia Oscura y otros magos prominentes para borrar sus mentes y el poder de la magia a cambio de sus vidas. Mientras los Señores continúan con sus planes, son interrumpidos por Wonder Woman y Zatanna, a quienes se les concedió magia del caos y se convirtieron en los nuevos Señores del Caos junto con otros. Con Zatanna empoderando a un Jason Blood debilitado con Demon Three, liberan a Kent Nelson y a los que están atrapados en el timón. Nelson luego ayuda a sellar a Nabu en el timón, pero cambia el criterio para sus anfitriones, lo que requiere que un portador dispuesto se convierta en Doctor Fate.
Posteriormente, Wonder Woman le pide a Kent Nelson que una vez más se ponga el timón y actúe como miembro de la Liga de la Justicia Oscura. Habiéndose cansado del papel y a la luz del reciente ataque de Nabu a la comunidad, se niega y recomienda a Khalid en su lugar, quien se niega porque quiere realizar más estudios y capacitación antes de adoptar el papel. En cambio, Nelson y Khalid aceptan unirse a la Liga de la Justicia Oscura como asesores.

##### Justice League Dark: The Witching Hour
Ahora, como miembro de la Liga de la Justicia Oscura, Nelson y su equipo entran en conflicto con la Liga de la Injusticia Oscura, la contraparte de supervillanos de su equipo liderado por Circe, que reunió el poder de Hécate para sí misma y reclutó a otros supervillanos conocidos. de origen mágico: Klarion the Witch Boy, Papa Midnite, Floronic Man y Solomon Grundy. A medida que Circe comienza a convertir las fuentes de energía mágica en sí misma y reescribir las "reglas de la magia" y la realidad misma, el equipo lucha para luchar contra Circe dentro de su nuevo poder y aliados, perdiendo Swamp Thing en el proceso. A medida que el plan de Circe llega a buen término de secuestrar el cuerpo de Wonder Woman y reclutar a Eclipso junto a su causa, Kent es vulnerable a su poder. En un acto desesperado por salvar al equipo de Circe y Eclipso, Khalid razona con Nabu y se pone el casco una vez más y cambia el rumbo de la batalla mientras el Señor del Orden cede su poder al sucesor de Kent, lo que le da a Wonder Woman la oportunidad de negociar con Circe. ser encarcelada en su propio mundo con el poder de Hécate que reside dentro de Wonder Woman.

##### Dark Nights: Death Metal
En las páginas de Dark Nights: Death Metal, el evento que tiene lugar entre la historia de Witching War y A Costly Trick of Magic, la versión de Nelson del Doctor Fate estaba con Green Lantern, Flash y Wildcat cuando se demostró que estaban protegiendo el cementerio de Valhalla. Más adelante en la historia, Nelson parece luchar contra una versión mágica de Batman del Dark Multiverse conocida como "Bat-Mage".

##### Justice League Dark: A Costly Trick of Magic
En la historia final del título Justice League Dark, Kent ayuda a Khalid y la Liga de la Justicia Oscura a recurrir al orden entre las fuerzas elementales del Universo DC, volviendo a convocar un ritual conocido como el "Parlamento de la Vida" que equilibraría las fuerzas elementales conocidas como El Verde, El Rojo, El gris y el dividido. Poco después, Kent abandona el equipo y razona con Khalid que desea experimentar la normalidad en su vida sin los poderes asociados con el Doctor Fate antes de abrazarlo y partir. Cuando Khalid y la Liga de la Justicia Oscura se enfrentan más tarde al líder malévolo del Otro tipo, el Hombre al Revés, tanto Kent como Nabu aparecen cuando Khalid casi se desmaya y toma su lugar en la batalla. Kent y Nabu comenzaron a lanzar un hechizo capaz de producir un ataque lo suficientemente fuerte como para dañar a Upside-Down Man, pero tiene el costo de la fuerza vital del usuario. Como Khalid está inconsciente, Nelson desata la explosión y muere como resultado. Si bien Upside-Down Man sobrevive a la explosión, está lo suficientemente debilitado como para que Zatanna idee un medio para finalmente derrotar a la entidad. Con Nelson muerto, Khalid se convierte en la única encarnación de Doctor Fate, aunque con un Helm of Fate dañado por el intento de Nabu y Nelson.

#### Apariciones póstumas
Después de las historias de Justice League Dark: A Costly Trick of Magic y Dark Nights: Death Metal, las apariciones posteriores del personaje en las historias tienen lugar antes de la muerte representada del personaje en la historia final de Justice League, explicando varios eventos en la historia anterior del personaje.
En la serie limitada Doomsday Clock, a Lois Lane se le envía por correo una unidad flash que contiene imágenes de noticieros de la Sociedad de la Justicia, incluido Doctor Fate. Más tarde fue visto con la Sociedad de la Justicia cuando el Doctor Manhattan deshace el experimento que borró la Sociedad de la Justicia y la Legión de Super-Héroes.

##### La nueva edad de oro (2022)
En el one-shot de "La nueva edad de oro", se muestra una versión más joven de Kent Nelson durante la fundación de la Sociedad de la Justicia de América en noviembre de 1940, con miembros como Atom Smasher y Flash implorando a Kent por su futuro. Sin embargo, a diferencia de las representaciones anteriores de los eventos, a Nelson se le muestra una visión diferente de los niños perdidos acompañados por un extraño antes de que el timón se sobrecargue de poder, causándole dolor físico. Mientras Green Lantern asegura que enfrentarán la amenaza juntos, a Kent le preocupa que no pueda sentir quién está causando esto. Desconocido para él durante este período de tiempo, las inserciones de tiempo del Extraño incluyen también matar varias encarnaciones de Doctor Fate en diferentes líneas de tiempo. Treinta y seis años después, el Doctor Fate está en control con el Doctor Mid-Nite después de haber resultado herido durante una batalla con el supervillano, Vulcan, la semana anterior. Se expresa que durante la batalla, Fate experimentó visiones del futuro una vez más, viendo el mismo evento que hizo en 1940 y ahora recordando a su compañero Salem the Witch Girl y teniendo recuerdos de su muerte cuatro décadas después de su marco de tiempo actual. Mientras habla con Power Girl sobre la reticencia de la JSA a los legados y el equipo que supuestamente evita que las mujeres tengan prominencia en el equipo, Nelson se opone y expresa que Wonder Woman fue miembro del equipo durante mucho tiempo y que él mismo es consciente de que eventualmente, surgirá una nueva iteración de la JSA con la inclusión de un nuevo Doctor Fate. Trece años antes de la actualidad del libro, Doctor Fate se encuentra con Catwoman mientras roba el Anillo Shen de Hauhet, informándole de sus habilidades malditas para volver locos a otros al ver destellos del futuro. Mientras Catwoman intenta usar su látigo para privar a Nelson del timón, experimenta visiones una vez más, pero esta vez puede ver al extraño haber matado a otras encarnaciones del Doctor Fate a lo largo del tiempo. Desorientado por la experiencia, le advierte a Catwoman que su futura hija estará entre las víctimas del Extraño cuando se una a la JSA décadas después, y Catwoman no le creyó inicialmente. Uno de los paneles finales del número que detallaba las biografías de los 13 superhéroes desaparecidos de la Edad de Oro tenía una biografía de Salem, la Niña Bruja, que se reveló como la compañera del Doctor Fate hasta el día en que desapareció en algún momento después de que su maldición casi mata a Inza Cramer.

## Poderes y habilidades
Por su cuenta, Kent Nelson posee varios otros superpoderes, incluida la inmortalidad y ser casi invulnerable debido a las alteraciones realizadas en su cuerpo por Nabu. Además de esto, la tutela de Nabu y las alteraciones en su cuerpo elevaron su cuerpo a su punto máximo mental y físico y le otorgaron toda la sabiduría arcana y el conocimiento mágico poseído por Nabu. El mismo Nelson es considerado un arqueólogo brillante y obtuvo un doctorado en el campo. En sus apariciones anteriores, el personaje también se convirtió en médico, habiendo obtenido un doctorado en medicina y era un hábil practicante de Jūjutsu.

### Artefactos místicos
Kent Nelson, un hechicero practicante, a menudo se considera uno de los usuarios de magia más poderosos del Universo DC, y se dice que Nelson es la encarnación más poderosa del Doctor Fate (aunque también se ha afirmado que Inza tiene más talento). Como Doctor Fate, Nelson tiene acceso a poderosos talismanes asociados con sus portadores. Con el uso de artefactos místicos específicos proporcionados por su mentor, Nabu, se le considera casi imparable en la batalla y casi inigualable en el lanzamiento de hechizos.
En versiones más recientes del personaje, la conexión de Nelson con los talismanes de Nabu (Artefactos de Fate) es lo suficientemente íntima como para obtener poder a distancia, otorgándole la capacidad de manifestar un poderoso facsímil del Yelmo del Destino, Capa del Destino y Amuleto de Anubis, y usar sus poderes sin tener el Helm of Fate sobre él físicamente .

#### Casco del Destino
Siendo el más reconocido y poderoso de los artefactos dotados de Nabu, el Casco del Destino permite capacidades mágicas (lanzar hechizos) y otorga a Kent Nelson numerosos poderes: vuelo, curación y manipulación de los elementos naturales (viento, tierra, agua, fuego y relámpagos). El yelmo también contiene una amplia biblioteca de hechizos que el usuario puede usar.

##### Amuleto de Anubis
El amuleto otorga varios poderes a Nelson, incluido el control mental, la resistencia al sondeo psíquico/astral y el refuerzo de su poder mágico. El amuleto también permite al usuario invocar y comunicarse con los espíritus del difunto. También alberga su propio universo separado del universo principal, lo que permite al usuario ocultar su existencia o atrapar entidades poderosas en su interior.

##### Capa del Destino
Una capa mágica con propiedades místicas; la capa es a prueba de fuego y muy resistente a algunas formas de magia.

#### Otros artefactos
- Orbe de Nabu: un dispositivo similar a un orbe utilizado por Nelson durante su tiempo como Doctor Fate para buscar amenazas desconocidas, que funciona de manera similar a un cristal visor . A pesar de la asociación de Doctor Fate con la magia, es uno de los pocos dispositivos que usa que no es explícitamente mágico; los cristales que componen el orbe se consideran radiosensibles y reaccionan a su cerebro cuando están en uso. Aunque de naturaleza tecnológica, el Doctor Fate a menudo lo usa y su magia para discernir lo que se les oculta.[53]

### Debilidades y costos
Si bien es poderosa, la separación del Casco del destino debilita significativamente a Nelson, ya que normalmente posee solo un nivel de invulnerabilidad, telequinesis y vuelo. También sigue siendo vulnerable a las debilidades humanas, como los ataques de gas y la necesidad de respirar sin la ayuda de la magia del timón. En sus versiones más recientes, sus habilidades mágicas y de lanzamiento de hechizos se muestran más formidables sin el yelmo, ya que aún puede extraer energía de él. Sin embargo, no tiene pleno acceso al poder del timón sin él en su poder.
Además, su encarnación de Doctor Fate está sujeta a las "reglas de la magia", lo que lo hace incapaz de lanzar contrahechizos contra sí mismo para anular otro hechizo después de haberlo lanzado, y solo puede usar sus poderes para protegerlo. efectos de cualquier hechizo que haya sido lanzado después.

## Otras versiones

### Tierra-2
Después de que Mister Mind "come" aspectos de las cincuenta y dos realidades que componen el Multiverso, una de ellas, denominada Tierra-2, adquiere aspectos visuales similares a la pre-Crisis Tierra-Dos, como la Sociedad de la Justicia de América siendo el primer superequipo de este mundo.
Esta versión de Doctor Fate (basada en la versión del personaje de Kent Nelson) junto con el Espectro, sospecha que algo anda mal con la misteriosa reaparición de Power Girl.

### Flashpoint
En la línea de tiempo alternativa del evento Flashpoint, Kent Nelson trabaja como adivino en Haley's Circus. Kent le cuenta a su compañero de trabajo, el trapecista Boston Brand, su visión de la muerte de Dick Grayson. El circo es entonces atacado por Amazonas que buscan robar el casco. Kent es empalado y asesinado por una amazona antes de que los trabajadores del circo escapen con la ayuda del miembro de la Resistencia Vértigo. Con la ayuda de Boston, Dick escapa de la matanza de los otros trabajadores del circo por parte de las Amazonas y se encuentra con la Resistencia, usando el casco como el nuevo Doctor Fate.

### Tierra-20
Se muestra que existe una versión alternativa de Doctor Fate, conocida como Doc Fate, en el mundo influenciado por la ficción pulp de la Tierra-20. Doc Fate es un pistolero y ocultista afroamericano llamado Kent Nelson que vive en un rascacielos sin ventanas de Manhattan. Doc Fate forma y lidera un equipo de aventureros conocido como la Sociedad de Superhéroes, que incluye a Hombre Inmortal, Mighty Atom, Blackhawks y Linterna Verde Abin Sur.

## En otros medios

### Televisión

#### Acción en vivo
- Kent Nelson / Doctor Fate e Inza Nelson aparecen en el episodio de dos partes de Smallville, "Absolute Justice", interpretados por Brent Stait y Erica Carroll respectivamente.[71] Esta versión de Kent es miembro de la Sociedad de la Justicia de América que operó principalmente en la década de 1970. En el presente, se encuentra con Hawkman y Stargirl después de que Icicle II mata a sus compañeros de la JSA, Sylvester Pemberton y Sandman. Fate también restaura los poderes de Detective Marciano, pero luego es asesinado por Icicle II, quien le roba el Casco de Fate.
- Kent Nelson/Doctor Fate aparece en la serie de DC Universe Stargirl, como miembro de la Sociedad de la Justicia de América antes de ser atacado y asesinado por la Sociedad de la Injusticia.

#### Animación
- Kent Nelson/Doctor Fate aparece en una serie ambientada en el Universo animado de DC. Esta versión es un superhéroe retirado y antiguo aliado de Superman que estaba desilusionado por sus interminables batallas contra el mal:
  - Doctor Fate aparece por primera vez en el episodio de Superman: la serie animada, "La mano del destino", con la voz de George DelHoyo. Después de negarse inicialmente a ayudar a Superman contra su enemigo Karkull, Fate cambia de opinión después de ver que Superman se dirige a luchar contra él a pesar de saber que es casi seguro que morirá y ayuda a Superman a sellar a Karkull. A pesar de sufrir heridas, Fate promete seguir siendo un héroe.
  - Doctor Fate hace más apariciones en Liga de la justicia y Liga de la Justicia Ilimitada, con la voz de Oded Fehr. A partir de la última serie, se unió a la Liga de la Justicia. Además, Inza Nelson aparece en el episodio de la Liga de la Justicia, "Más allá" [Pt. 2].
- Kent Nelson/Doctor Fate aparece en Batman: The Brave and the Bold, con la voz de Greg Ellis. Esta versión es miembro de una anciana Sociedad de la Justicia de América.
- Kent Nelson/Doctor Fate aparece en Young Justice, con la voz de Ed Asner, con Nabu con la voz de Kevin Michael Richardson.[72] Esta versión es un miembro retirado de la Sociedad de la Justicia de América y mentor de Zatara. Después de que muere en un conflicto entre el equipo y Klarion the Witch Boy, el casco del destino se almacena en Mt. Justice. En el transcurso de la serie, Wally West toma temporalmente el casco en "Denial" y Aqualad en "Revelation". En ambos casos, el espíritu de Nelson, que elige residir en el casco por un tiempo más, convence a Nabu para que libere al anfitrión. Sin embargo, en "Misplaced", después Zatanna se pone el casco para detener a Klarion, Nabu se niega a liberarla debido a la creencia de que el mundo necesita que Fate proteja al mundo contra el caos hasta que Zatara se ofrece a convertirse en el anfitrión de Nabu en su lugar.
- Kent Nelson / Doctor Fate aparece en el episodio de Justice League Action, "Trick or Threat",[73] con la voz de Erica Luttrell cuando era niño. Klarion the Witch Boy convierte a Fate, Batman, John Constantine y Zatanna en niños para poder atraerlos a la Casa del Misterio y robar el Casco del Destino.

### Película
- Kent Nelson/Doctor Fate aparece en los créditos iniciales de Justice League: The New Frontier. Esta versión es miembro de la Sociedad de la Justicia de América.
- Una variación de Kent Nelson/Doctor Fate aparece en Justice Society: World War II. Esta versión es un descifrador de códigos de Tierra-2 que ayuda a la Sociedad de la Justicia de América a detener a los nazis.
- Pierce Brosnan interpreta a Kent Nelson/Doctor Fate en la película de DC Extended Universe, Black Adam (2022).[1] Esta versión es miembro de la Sociedad de la Justicia a los 100 años y amigo cercano y confidente de Carter Hall, y su personalidad tranquila y contemplativa contrasta con el descaro y la tensión de Hall. Doctor Fate está más abierto a aceptar a Adam a pesar de su método bárbaro de tratar con los adversarios. Después de entregar a Adam arrepentido a Amanda Waller y Task Force X, Fate ve una premonición de la muerte inminente de Hall y una amenaza demoníaca que resulta ser Sabbac. El se sacrifica para luchar solo contra Sabbac, resistiendo al demonio mientras libera a Adam de su encarcelamiento con Task Force X, hasta que Sabbac lo derriba, después de lo cual Adam y los otros miembros de la Sociedad de la Justicia derrotan al demonio, y se le otorga el control del casco de Fate a Hawkman hasta que lo suelta después de la batalla.

### Videojuegos
- Doctor Fate aparece como un NPC, más tarde un personaje DLC jugable, en DC Universe Online.
- Doctor Fate aparece como un personaje asistente en Scribblenauts Unmasked: A DC Comics Adventure.
- Kent Nelson/Doctor Fate aparece como un personaje jugable en Injustice 2, con la voz de David Sobolov.[74] En el modo historia, Fate se enfrenta a Flecha Verde y Canario Negro, pero se quitan el Casco de Fate, lo que permite a Nelson recuperar el control y advertirles de una amenaza inminente para la Tierra. Sin embargo, los Señores del Orden lo obligan a volver a ponerse el casco y enfrentarse a Superman y Batman en Brainiac para asegurar que el ataque de Brainiac tenga éxito, ya que restaurará el orden en el planeta. Después de que Superman y Batman derrotan a Fate, el primero destruye el casco, cortando la conexión de Kent con los Señores del Orden. Intenta advertirles que pongan fin a su enemistad, pero Brainiac lo mata. En su final no canónico para un jugador, Kent derrota a Brainiac, pero enfurece a los Señores del Orden. Al refugiarse en la Casa del Misterio, está encantado de descubrir que su esposa, Inza Nelson, fue resucitada por la hija de John Constantine, Rose.

#### Juegos de Lego
- Kent Nelson / Doctor Fate aparece como un personaje jugable en Lego Batman 3: Beyond Gotham. Durante los eventos de la invasión de Brainiac, Robin encuentra el Yelmo del destino en el estómago de Killer Croc, ya que Croc insinúa que se comió al portador anterior. Más tarde, el yelmo resulta invaluable para la victoria de los héroes, ya que protege a Robin del control mental de Brainiac.
- Kent Nelson/Doctor Fate aparece como un personaje jugable en Lego DC Super-Villains.